# Poicasquèr
Poicasquèr (en francès Puycasquier) és un municipi francès situat al departament del Gers i a la regió d'Occitània.

## Demografia
| 1962                                       | 1968 | 1975 | 1982 | 1990 | 1999 | 2006 |
| ------------------------------------------ | ---- | ---- | ---- | ---- | ---- | ---- |
| 506                                        | 507  | 468  | 431  | 436  | 424  | 436  |
| Des de 1962: població sense dobles comptes |      |      |      |      |      |      |

## Administració
| Període | Identitat      | Partit |
| ------- | -------------- | ------ |
| 2001-   | Serge Cardonne |        |